# Horní Benešov
Pour les articles homonymes, voir Benešov (homonymie).
Horní Benešov (en allemand : Bennisch ; en polonais : Beneszów Górny) est une ville du district de Bruntál, dans la région de Moravie-Silésie, en République tchèque. Sa population s'élevait à 2 214 habitants en 2024.

## Géographie
Horní Benešov se trouve à 11 km à l'est-sud-est de Bruntál, à 51 km à l'ouest-nord-ouest d'Ostrava et à 227 km à l’est de Prague.
La commune est limitée par Lichnov au nord, par Sosnová et Horní Životice à l'est, par Staré Heřminovy et Leskovec nad Moravicí au sud, et par Razová à l'ouest.

## Histoire
La première mention écrite de la localité date de 1253.

## Patrimoine
Patrimoine religieux

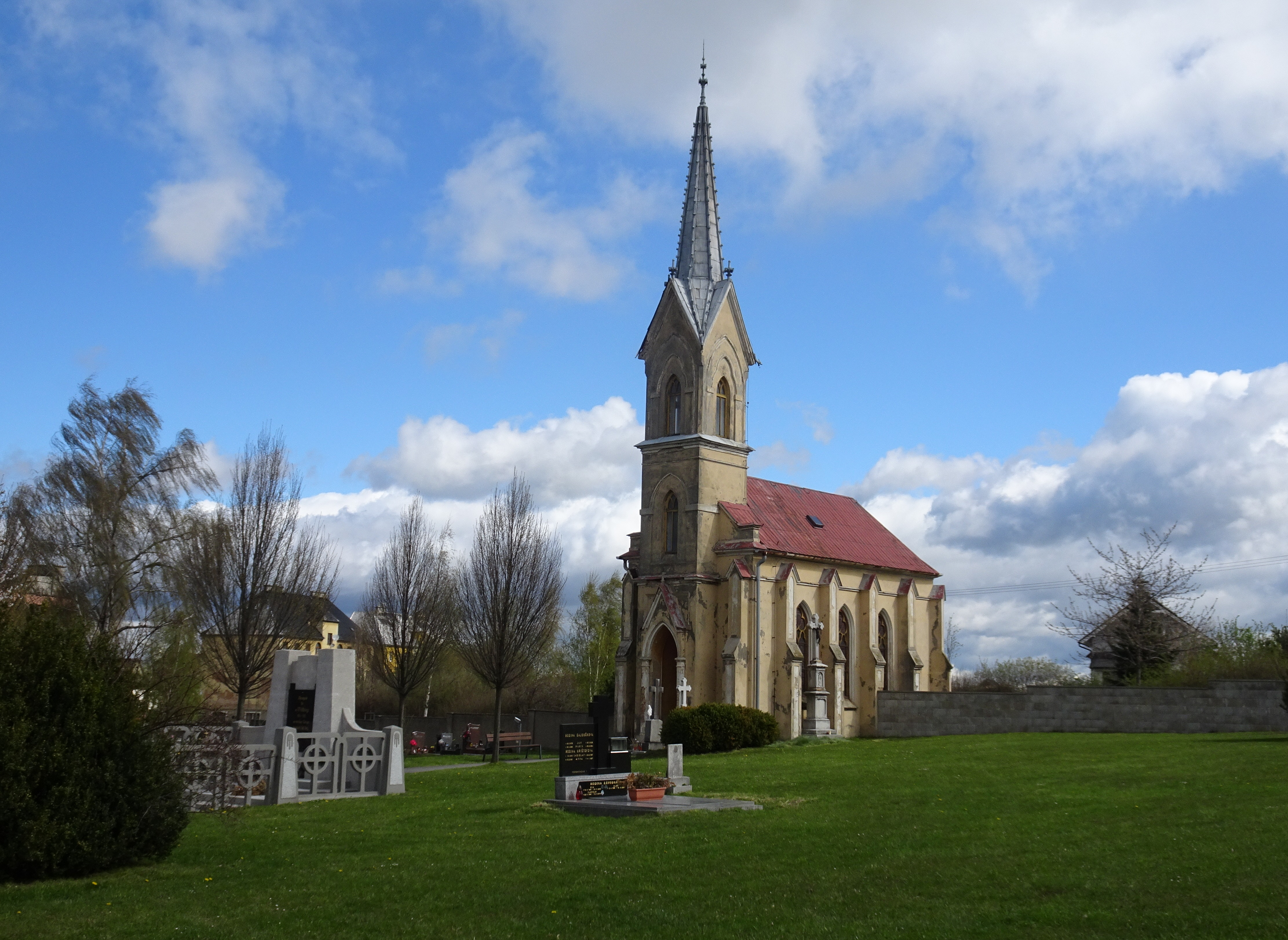
Chapelle de la Vierge Marie.
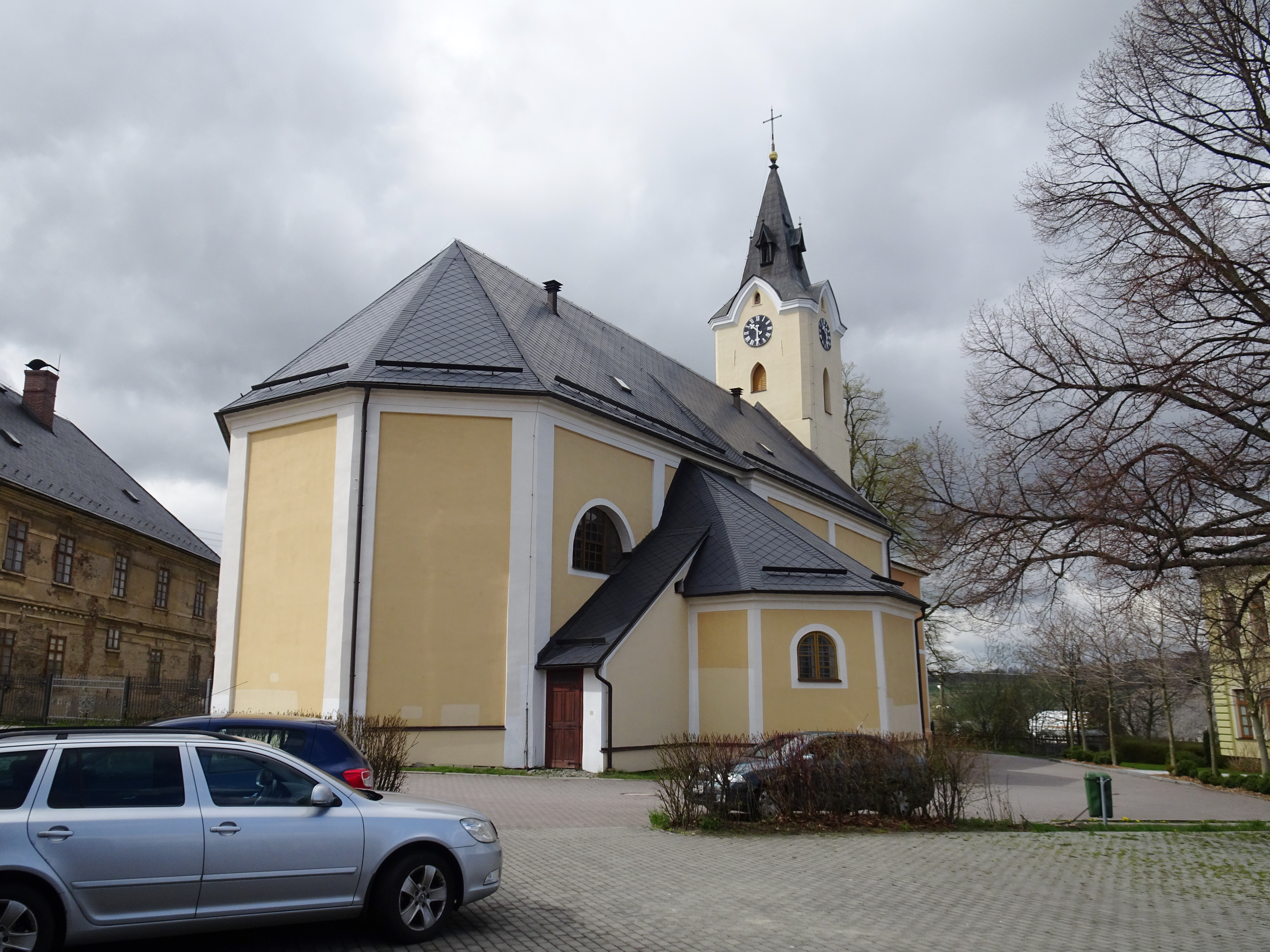
Église Sainte-Catherine.

## Administration
La commune se compose de deux sections :
- Horní Benešov
- Luhy

## Transports
Par la route, Horní Benešov se trouve à 12 km de Bruntál, à 65 km d'Ostrava et à 298 km de Prague.

## Jumelage
La ville est jumelée avec :
- Pszów (Pologne)